# Kulikovofältet (Odessa)

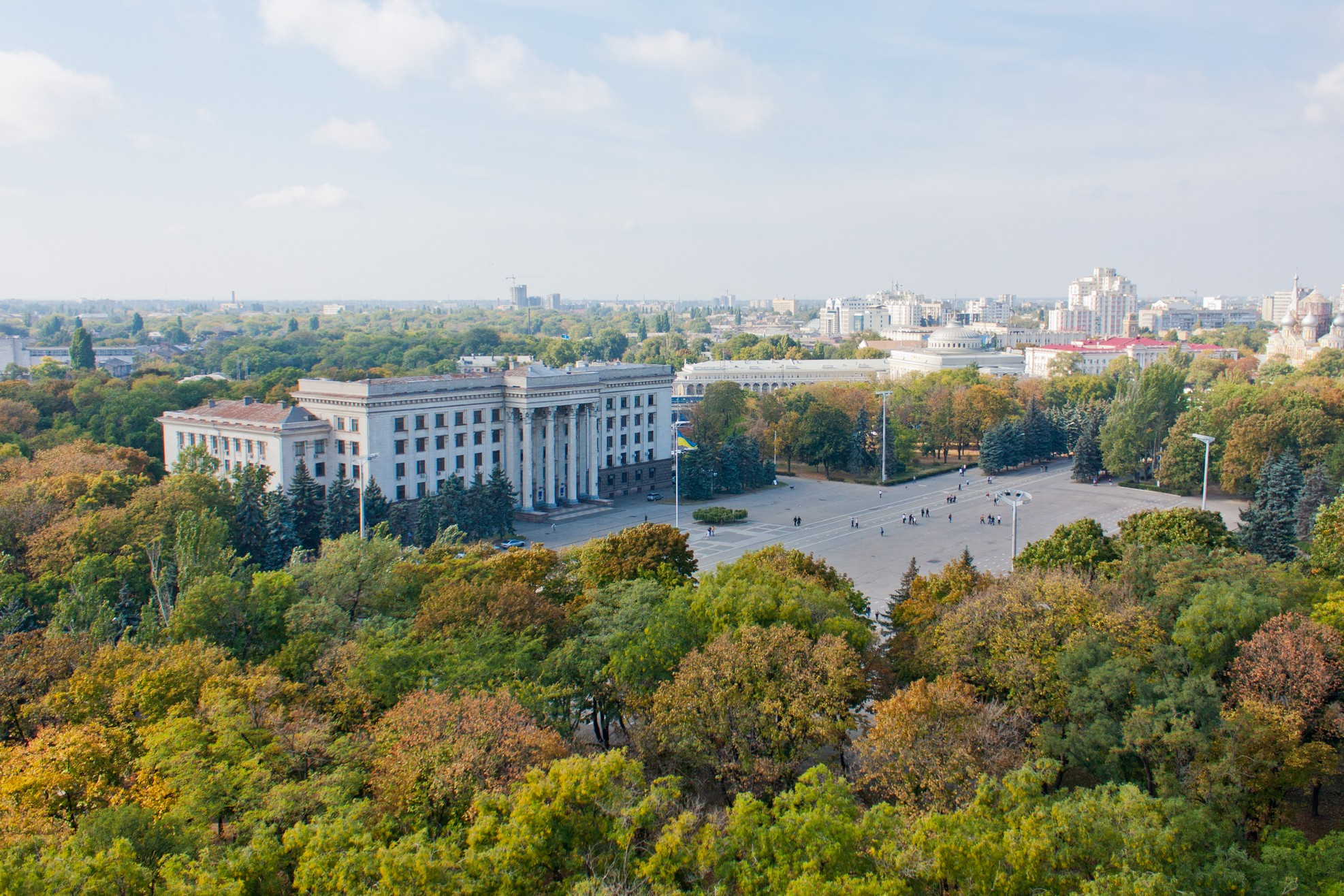
Kulikovofältet

Kulikovofältet (ukrainska/ryska: Куликово Поле) (fram till 1991) Oktoberrevolutionens torg är en torgpark och begravningsplats på 105 000 m2 i Odessa, Ukraina, nära Odessa järnvägsstation. 
I parken finns den fackföreningsbyggnad där 42 regeringsmotståndare dog i en brand 2014.